# Большая Кыркыла (река)
Большая Кыркыла (в верховье Черемшанка, Федоров лог) — река в Алтайском крае России. Устье реки находится в 23 км по правому берегу реки Сараса. Длина реки составляет 18 км.

## Данные водного реестра
По данным государственного водного реестра России относится к Верхнеобскому бассейновому округу, водохозяйственный участок реки — Катунь, речной подбассейн реки — Бия и Катунь. Речной бассейн реки — (Верхняя) Обь до впадения Иртыша.